# Mohamed Musa Ali
Mohamed Musa Abbas Ali (in arabo محمد موسى‎?; Umm Bab, 23 marzo 1986) è un calciatore qatariota, difensore dell'Al-Shamal.

## Carriera

### Club
Ha sempre giocato nel campionato qatariota.

### Nazionale
Ha esordito in Nazionale nel 2008.

## Palmarès

### Club

#### Competizioni nazionali
- Qatar Stars League: 1

Al-Duhail: 2019-2020